# Anaximenész

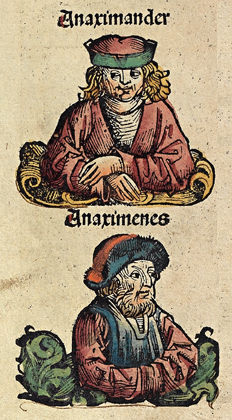
Anaximandrosz és Anaximeszész - metszet a Nürnbergi krónikából

Anaximenész (ógörögül: Ἀναξιμένης, latinul: Anaximenes), (i. e. 586 körül – i. e. 528 körül) filozófus. A milétoszi iskolához tartozott.

## Datálása
Diogenész Laertiosz azt írja, hogy Theophrasztosz értesülései szerint a 63. olimpiász idején működött. Tevékenységéről keveset tudunk; Theophrasztosz szerint írt egy könyvet. Őt tartjuk a milétoszi gondolkodók (ión filozófiai iskola) közül időben utolsónak.
Anaximandrosz fiatalabb kortársa és segítője volt, de világképe jelentősen különbözött idősebb barátjáétól. Sok szempontból Thalész archaikusabb kozmológiájához tért vissza, de elméletének számos elemét a későbbi ión kozmológusok – az atomisták és Anaxagorász – is átvették. Legismertebb gondolata az elemek egymásba átalakulása. Feltételezése szerint az anyag alapformája a levegő, amelyből, ha összesűrűsödik (ez a szél), akkor felhő, víz majd föld keletkezik – ha pedig megritkul, tűz lesz belőle.

## Az őselem
Anaximenész őselemként a levegőt jelöli meg. Ha ritkábbá válik tűz, ha sűrűsödni kezd akkor víz lesz belőle, majd föld és kő. Az istenek is levegőből keletkeztek. A világ alkotóeleme állandó, nem veszít jellegéből, csupán megsűrűsödik vagy megritkul.
Theophrasztosz szerint Anaximenész nem úgy gondolta, hogy a világ dolgai közvetlenül a levegőből épülnének fel, hanem vannak bizonyos alapformák (tűz, levegő, szél, felhő, víz, kő stb.) amelyből a többi fajta dolgok összetevődnek. („…ha ritkábbá válik, tűz lesz belőle, ha pedig sűrűbbé, akkor szél… a többi dolog ezekből van” Theophrasztosz idézi Szimplikioszt in. phys.p. 24,26), aki szerint Anaximandrosz volt az úttörője annak a gondolatnak, hogy vannak olyan elemek, amelyekből a többi tárgy felépül. Ezt a gondolatot később Empedoklész dolgozta ki.
Cicero (De natura Deorum I 10,26) és Augustinus (De civitate Dei VIII. 2) is arra utal, hogy Anaximenész szerint az ősi levegőből egy vagy több isten jött létre. Aetiosz (De placitis philosophorum I.7,13) szerint Anaximenész istenei azok az erők, amik áthatják az elemeket vagy a testeket.

## Kozmogónia
A milétoszi Anaximenész, Eurisztratosz fia, Anaximandrosz tanítványa lett, s akárcsak Anaximandrosz, ő is azt állította, hogy a természet egységes és végtelen, de nem meghatározatlan, mint ahogyan Anaximandrosz tanítja, hanem meghatározott; ezt nevezi ő levegőnek, amely lényege [tulajdonságai] szerint ritkulás és sűrűsödés által változik.
(Simplicios: In Aristotelis Physica commentaria)
Anaximenész elképzelése a világ keletkezéséről az, hogy adott egy ősanyag, a levegő, és ha ez összesűrűsödik szél, víz, föld, kő, majd a világ többi dolgai lesznek belőle. Ha ritkulni kezd, akkor tűzzé válik anélkül, hogy elvesztené saját természetét. Ez a nézete valószínűleg onnan eredt, hogy megfigyelte, hogy a felhőből víz esik a földre, és így megsűrűsödvén föld válik belőle, ami majd kigőzölög… Megfigyelte azt is, hogy a beszívott levegőt kifújva hideget, kilehelve pedig meleget érzünk a szánk elé tett kezünkön. Szerinte ezek azt igazolják, hogy a levegő sűrűsödése hozza létre a hideget, ritkulása pedig a meleget.

## Kozmológia
A lapos Föld, mint egy falevél a szélben, meglovagolja az alatta lévő levegőt. A levegőben lebegő Föld gondolatának alapja valószínűleg Thalész vízen úszó Földje. A Nap, a csillagok és a Hold a Földből keletkeztek. A Nap földből van ugyan, de izzik, mert a sebessége miatt tüzet fogott. Az égitesteket a szelek mozgatják. Egyes források szerint azonban a csillagokat nem egyszerűen tartja a levegő, hanem azok vannak egy kristály- vagy esetleg hártyaszerű homorú felszínre rögzítve ülnek – a kristályszférák elképzelése egészen a modern időkig tartotta magát, és különféle szerepjátékok fantáziavilágai máig kedvelik.
Theon Smyrnaeus azt állítja, hogy Anaximenész volt az első, aki rájött, hogy a Hold a fényét a Naptól kapja, és a holdfogyatkozás rejtélyét is ő fejtette meg.
A Napot pedig egyszerűen azért nem látjuk éjszaka, mert eltakarja előlünk a Föld magasabban fekvő északi része. Az égitestek nem mennek át a Föld alatt, hanem elfordulnak körülötte, mint egy „nemezsapka” a fejünkön. Tagadta a csillagok körmozgását: úgy vélte, hogy a Hold, a Nap és a csillagok félkör alakú pályát tesznek meg, miközben látjuk őket, majd lenyugvásuk után a horizont alatt egyenes vonalon térnek vissza a kiindulóponthoz.

## Magyarul
- Anaximenes rhetorikája; ford. Kis János; in: Széptani remekírók, 1-2.; Egyetemi Ny., Buda, 1846